# Alexander Friedrich von der Brüggen

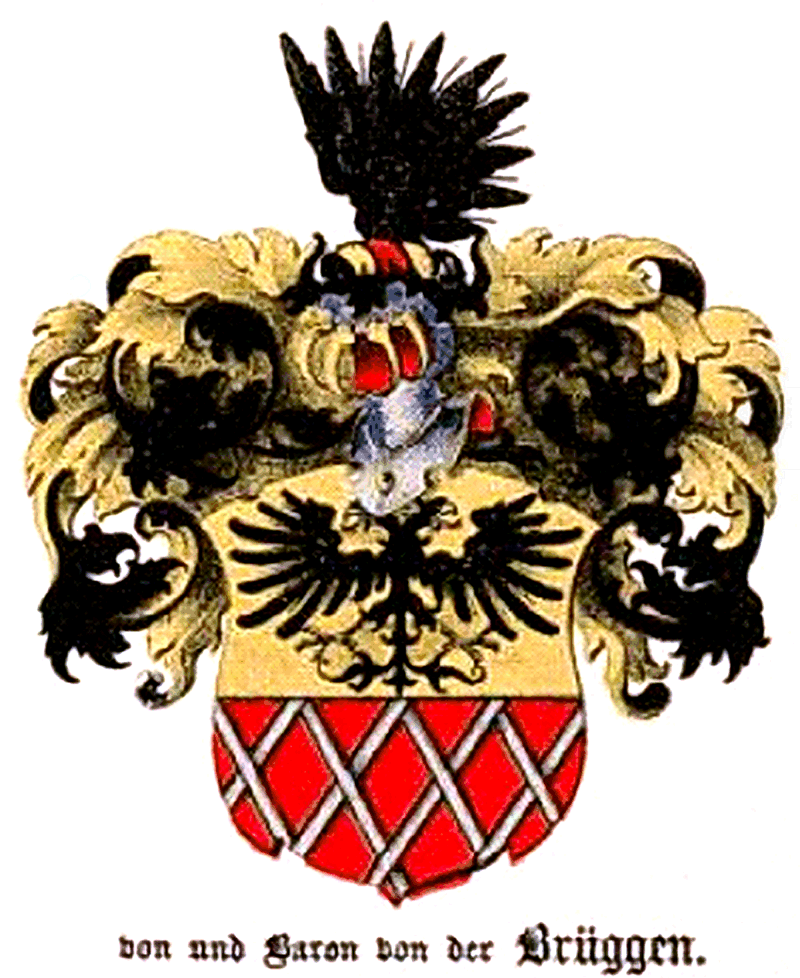
Wappen der deutsch-baltischen Adelsfamilie „von der Brüggen“

Alexander Friedrich von der Brüggen (russisch Александр Федорович фон де Брюгген; * 16. August 1792 in Sankt Petersburg; † 27. Juni 1859 ebd.) war ein deutsch-baltischer Adeliger im Dienste des Russischen Kaiserreichs. Er war russischer Oberst, Träger hoher russischer Orden und Ehrenzeichen und zählte zu den Dekabristen.

## Militärische Laufbahn
Alexander Friedrich v.d.B. besuchte zunächst die deutsche Peterschule in Sankt Petersburg und wurde danach im Internat Meier in Politischer Ökonomie unterrichtet. Weitere Studienfächer waren Geschichte und die lateinische Sprache. Seine militärische Ausbildung begann 1808 als Fähnrich im Izmaylovsky Leibgarde-Regiment. Zum Leutnant wurde er 1812 befördert und war Teilnehmer am Vaterländischen Krieg von 1812. Im Sechsten Koalitionskrieg 1813 war er Teilnehmer in der Schlacht von Borodino und erhielt eine Verwundung am Kopf. Nach seiner Genesung nahm er an der Schlacht bei Kulm teil und wurde 1813 zum Oberleutnant befördert. Die weiteren Beförderungen waren 1816 zum Kapitän und 1820 zum Oberst. Bedingt durch eine auftretende Erkrankung wurde er im September 1821 aus der Kaiserlich-russischen Armee entlassen.

## Freimaurer und Dekabrist

Dekabristenaufstand in St. Petersburg

Seit 1817 war Alexander Friedrich v.d.B. aktives Mitglied in der Freimaurerloge „Peter zur Wahrheit“ in Sankt Petersburg. Er war seit 1818 Mitglied des Wohlfahrtsbundes und des Nordbundes. Er publizierte ebenfalls seit 1818 in einigen Militärmagazinen gesellschaftspolitische Artikel und Erfahrungsberichte aus seiner Kriegszeit. In den Jahren 1823 bis 1827 war er in einigen Bewegungen der Dekabristen aktiv und stand im Kontakt mit führenden Offizieren des Widerstands. Am 17. Januar 1826 wurde er verhaftet, in Tschernihiw inhaftiert und danach auf der Peter-und-Paul-Festung in Sankt Petersburg eingekerkert. Per Erlass wird er im August 1826 wurde er für 2 Jahre, mit anschließender Ansiedlung in Sibirien, zu einer Zwangsarbeit verurteilt. Diese Strafe wurde am 22. August 1826 auf eine Haftstrafe von einem Jahr in Sibirien umgewandelt.

## Verbannung nach Sibirien
Nach seiner Strafverbüßung im Gefängnis von Tschita wurde er in die Stadt Pelym Gouvernement Tobolsk verbannt. Der Nachzug seiner Ehefrau und seiner Kinder, die Ehe wurde zuvor staatlich annulliert, wurde ihm, ebenso wie ein Umzug nach Kurgan, verweigert und Alexander Friedrich blieb bis 1836 in Pelym. Dort setzte er seine Studien fort und befasste sich mit Philosophie und Geschichte, gleichzeitig legte er eine Sammlung von Informationen über seine Verbannung und über andere Dekabristen an.

## Amnestie und Freiheit
1836 erhielt er die Erlaubnis sich in der Stadt Kurgan aufzuhalten, er war zunächst in der Kanzlei des Kreisgerichts tätig. 1838 trat er als Angestellter in den öffentlichen Dienst ein und wurde im April 1848 zum Standesbeamten ernannt. Sein weiterer Werdegang im Staatsdienst verlief vom Provinzsekretär und 1853 zum Kollegialsekretär. 1856 wurde zum Titularrat ernannt und arbeitete an Übersetzungen antiken Historiker. Mit der erfolgten Amnestie vom 26. August 1856 wurde er aus dem öffentlichen Dienst entlassen, er erhielt eine kleine Pension und durfte sich, außerhalb von Hauptstädten, überall aufhalten. Am 12. Juni 1857 verließ er Kurgan und zog nach Gluchow, von daraus ging er 1858 nach Peterhof. Im Juli 1858 erhielt er die Erlaubnis sich in Sankt Petersburg aufzuhalten. Nach seinem Tod wurde er auf dem Wolkowo-Friedhof in Sankt Petersburg beigesetzt.

## Auszeichnungen
- Orden des Heiligen Wladimir
- Silbermedaille „Vaterländischer Krieg 1812“
- Kulmer Kreuz
- Goldenes Schwert für Tapferkeit

## Herkunft und Familie
Alexander Friedrich v.d.B. stammte aus dem uradeligen Geschlecht der „von der Brüggen“, die seit der Mitte des 17. Jahrhunderts im Baltikum ansässig waren. Schon seit seinem Großvater Ernst Philipp von der Brüggen stand dieser Zweig der Familie im Dienste des Russischen Kaiserreichs. Alexanders Vater Ernst Friedrich von der Brüggen (1752–1797) war polnischer Kammerherr und russischer Premiermajor, er war in erster Ehe mit Maria Alexandrewna Mikesshina (1765–1852)  verheiratet. Alexander Friedrich heiratete Sofya Mihailovna Miklashevskaya (1803–1874), ihre Nachkommen waren:
- Maria Aleksandrowna von der Brüggen (* 1821) ⚭ Wladimir Iwanowitsch Tumansky (1809–1889)
- Michail von der Brüggen (* 1822)
- Anastasia Aleksandrowna von der Brüggen (1824–1874) ⚭ Iwan Pawlowitsch Umow (1811–1876)